# Pozzo sacro di Funtana Coberta
Il pozzo sacro di Funtana Coberta è una costruzione risalente al 1200 a.C. e situata a Ballao, nella città metropolitana di Cagliari, in Sardegna.
Gli scavi archeologici, iniziati nel 1918 da Antonio Taramelli e ripresi nel 1994 da Maria Rosaria Manunza, hanno permesso di iniziare lo studio di questo pozzo sacro e degli oggetti in bronzo ritrovati, tra cui spade per giuramenti religiosi, lastre metalliche "a pelle di bue" e statuette.
La struttura e le dimensioni del pozzo sono simili, e potrebbero avere una connessione, con il pozzo sacro di Gărlo, una struttura in pietra risalente al II millennio a.C. rinvenuto in Tracia (Bulgaria) nella zona del fiume Struma, vicino al mar Egeo.

## La struttura

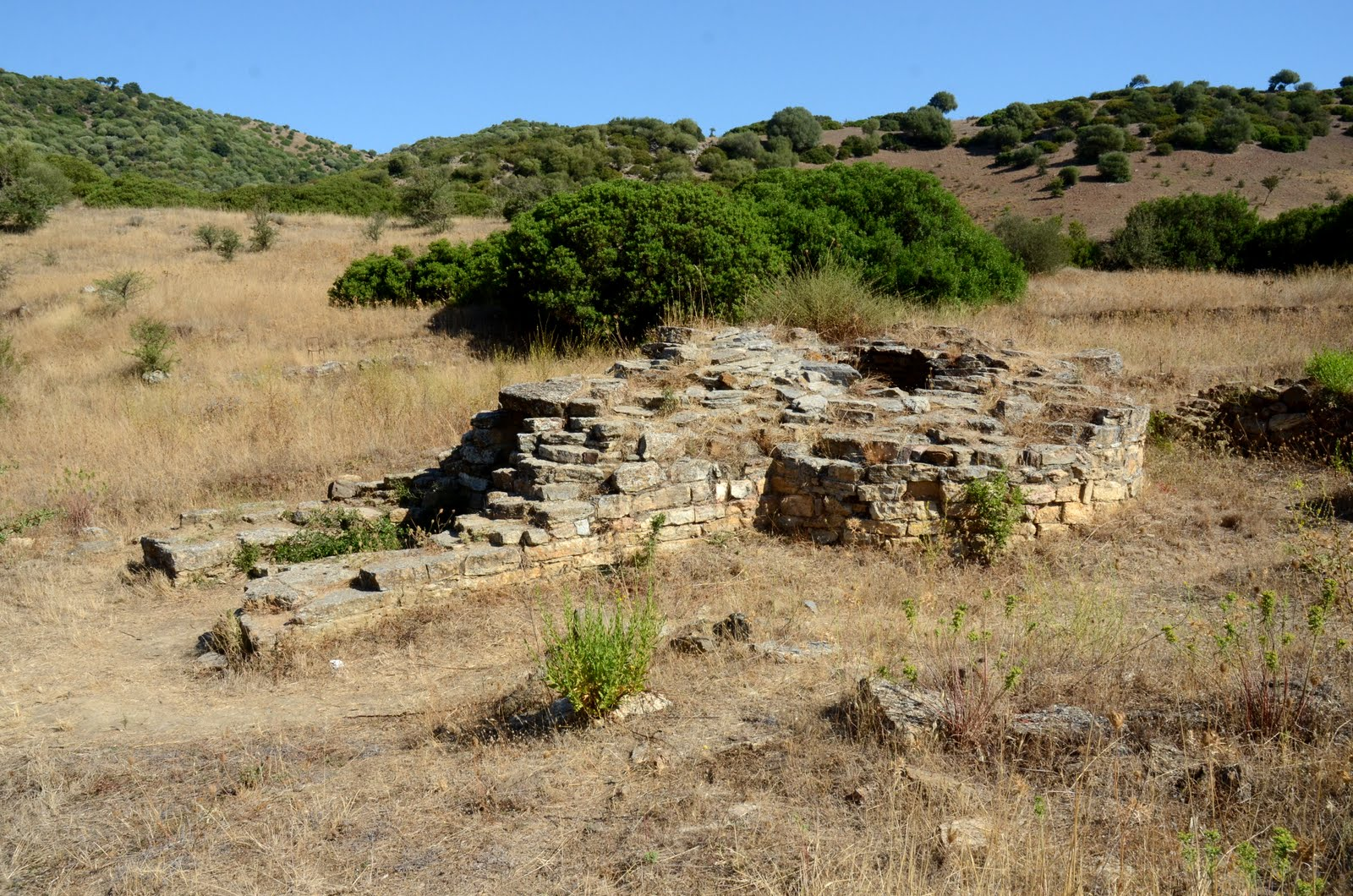
Struttura esterna del pozzo sacro.

Il tempio, costruito con rocce calcaree tagliate a forma di parallelepipedi irregolari, è lungo 10,60 m . È costituito da un ingresso rettangolare di 1,90 m di larghezza, da una scala discendente di 12 gradini, coperti da un egual numero di architravi discendenti, che porta ad una falsa cupola (thòlos), irregolarmente rotonda, alta 5,50 m e larga al fondo 3,50, con una pavimentazione di lastroni disposti a raggio.
Nel pavimento sotto la cupola, in posizione non centrale, si apre la gola del pozzo, ricoperta da 34 corsi di pietre, che sprofonda per 5,20 m, con una bocca di 1,35, che si riduce a 0,90 sul fondo, scavato nella roccia, dove sgorga la sorgente d'acqua. Le strutture in elevazione sono attualmente limitate al muro perimetrale a forma di serratura di chiave che racchiude l'atrio ed il tamburo del pozzo.

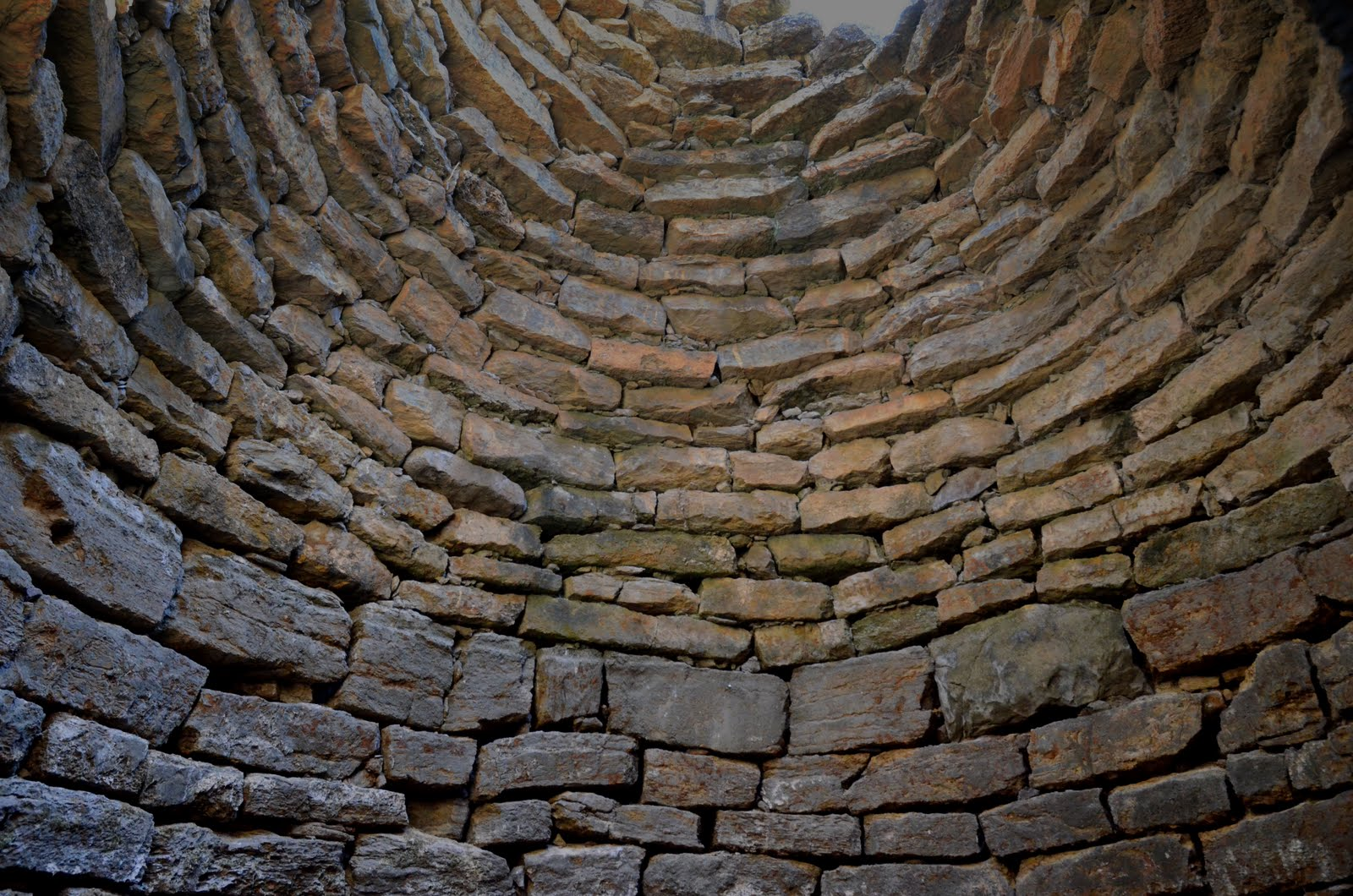
La thòlos vista dall'interno

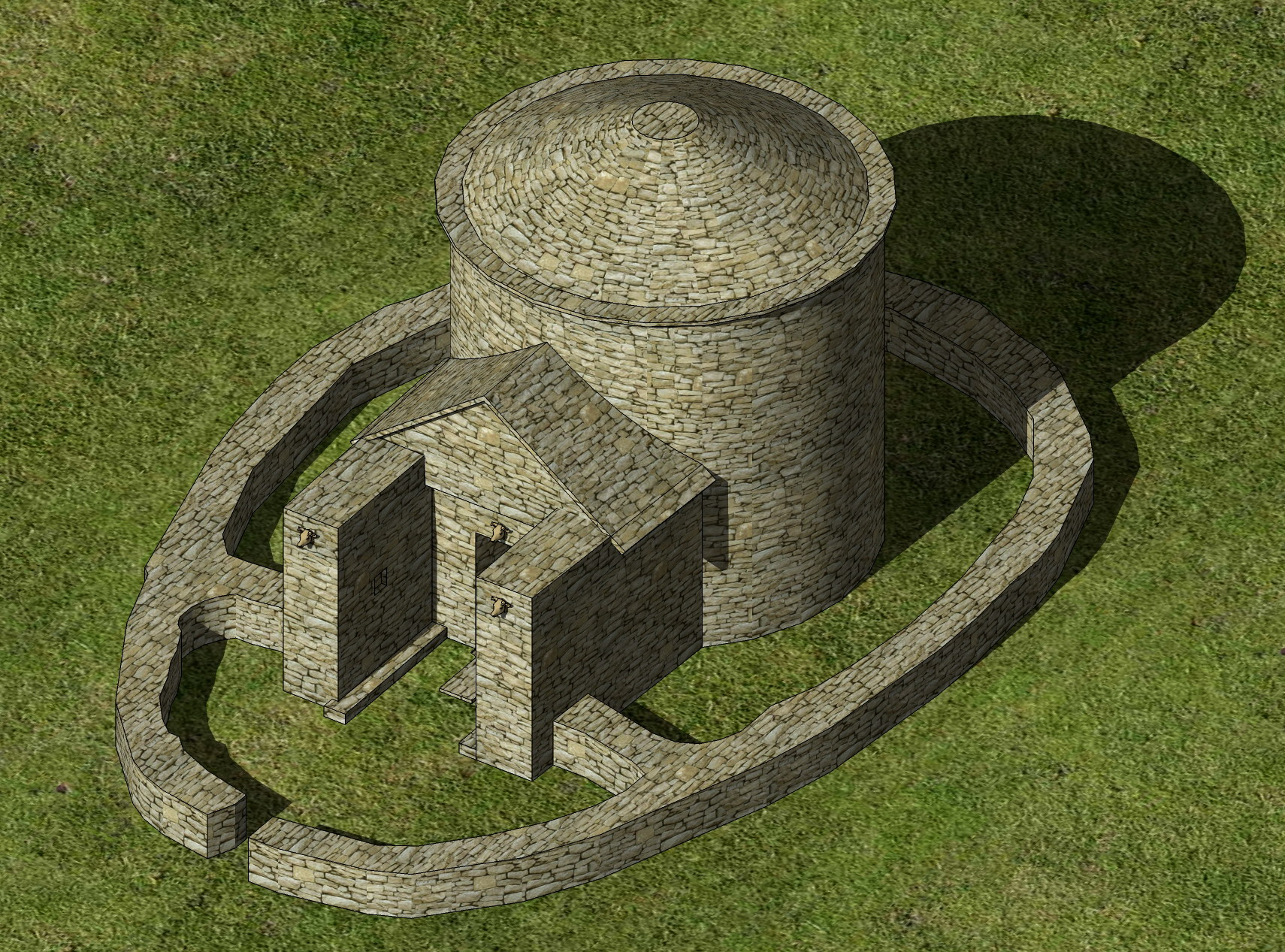
Ricostruzione grafica del pozzo di Funtana Coberta

Il crollo della parte superiore, nell'aprile del 2013, ha portato il livello dell'acqua a quello dell'entrata della scala di accesso al pozzo.

## Le campagne di scavo, i ritrovamenti e le datazioni
Gli scavi di Antonio Taramelli, condotti nel 1919, resero nota l'area del pozzo di Funtana Coberta. Essa è poi stata oggetto di recenti lavori di scavo nel 1994, 1998, 2003 e 2008.
Sotto un primo strato risalente all'età romana è stato trovato un secondo strato in cui gli elementi culturali risultano unicamente nuragici. Nello "strato 150" è stata ritrovata della ceramica, prevalentemente del periodo del bronzo medio (2000–1550 a.C.), ma anche del Bronzo recente (1550–1200 a.C.). Pertanto se ne deduce che la costruzione del pozzo sia da datarsi tra il Bronzo medio e il Bronzo recente.
Nello strato più antico è stata rinvenuta un contenitore di terracotta con all'interno frammenti di spade per giuramenti religiosi e lastre metalliche  "a pelle di bue". Il contenitore, per tipologia, è databile tra il periodo bronzo finale e recente. Tra gli oggetti trovati anche asce le cui matrici di fusione furono trovate nei pressi del nuraghe Albucciu ad Arzachena e simili ad esemplari della Arcipelago britannico, della civiltà micenea (Tardo elladico III) e di Troia VIIb.
Considerati gli studi dell'archeologa Fulvia Lo Schiavo, per la quale la produzione delle lastre "a pelle di bue" termina prima della fine dell'Età del bronzo, secondo la studiosa Maria Rosaria Manunza è verosimile che quanto ritrovato all'interno del contenitore sia databile tra il periodo Bronzo recente e il Bronzo finale.

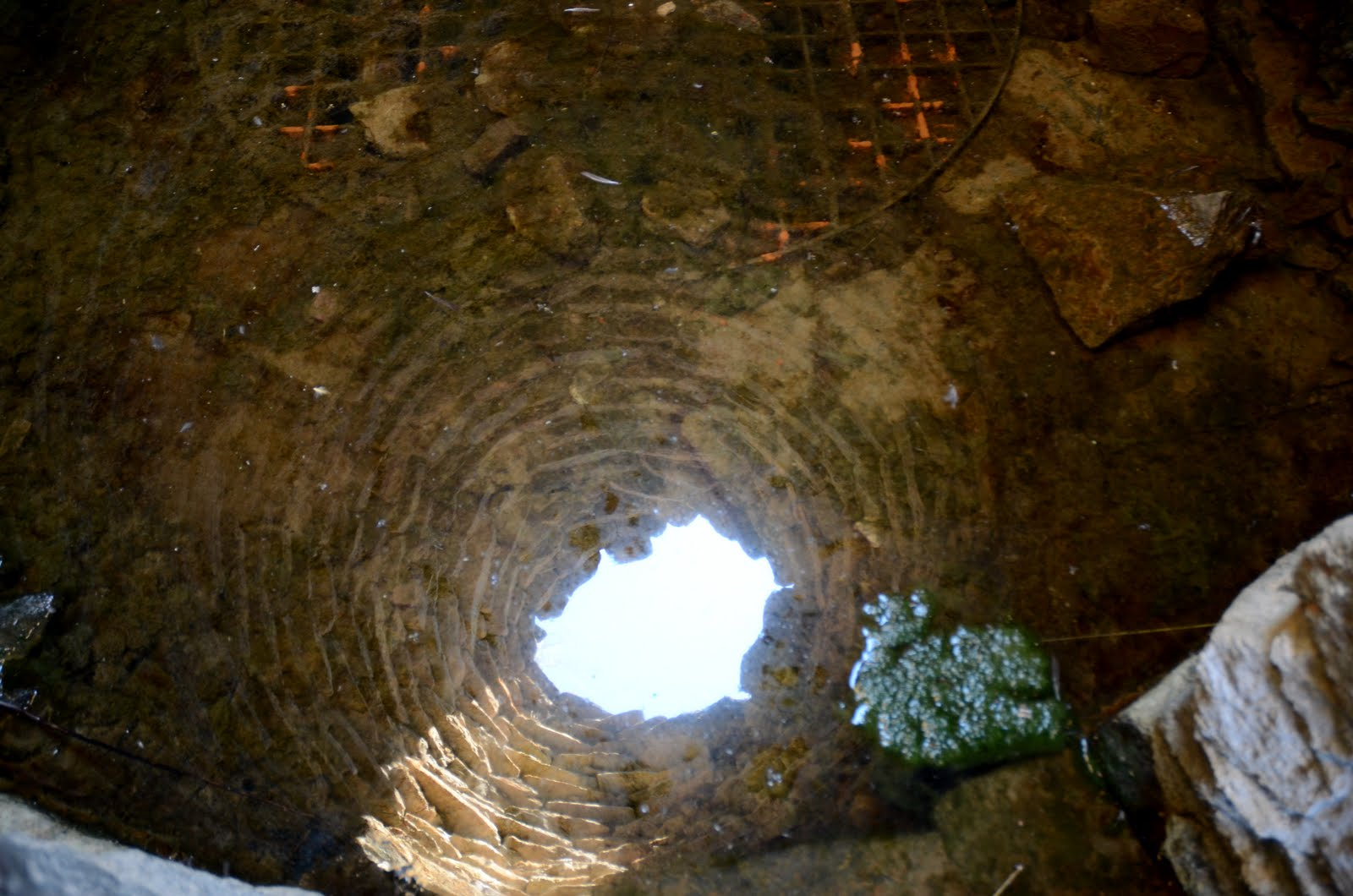
Base della thòlos con il pavimento lastricato e l'accesso alla canna del pozzo (protetto da una griglia in acciaio)

Oltre a questi oggetti, in altri strati furono ritrovati frammenti di statuette di bronzo: la testa di un arciere, l'orecchio di un animale, un piede con supporto. In particolare il piede risulta identico a numerose statuette di bronzo (tra queste un capo tribù "che parla" e un arciere "che scocca" da Teti, un "capo tribù" da Monte Arcosu, i guerrieri con spada e con arco o con spada e scudo da Uta, il "soldato" con stocco e lo scudo sulle spalle da Sorgono.
A parte un unico frammento decorato a tacche rinvenuto durante gli scavi del 1998 nell'area delle capanne a est del pozzo, in tutta l'area di  Funtana Cuberta e in tutti gli altri strati nuragici scavati intorno al pozzo, sigillati dagli strati di età romana, è del tutto assente la ceramica che contraddistingue le fasi pregeometrica, geometrica e orientalizzante. Dunque la vita del pozzo sembra essersi conclusa entro gli inizi del periodo bronzo finale ed è a questa fase che devono attribuirsi i resti di Bronzo.

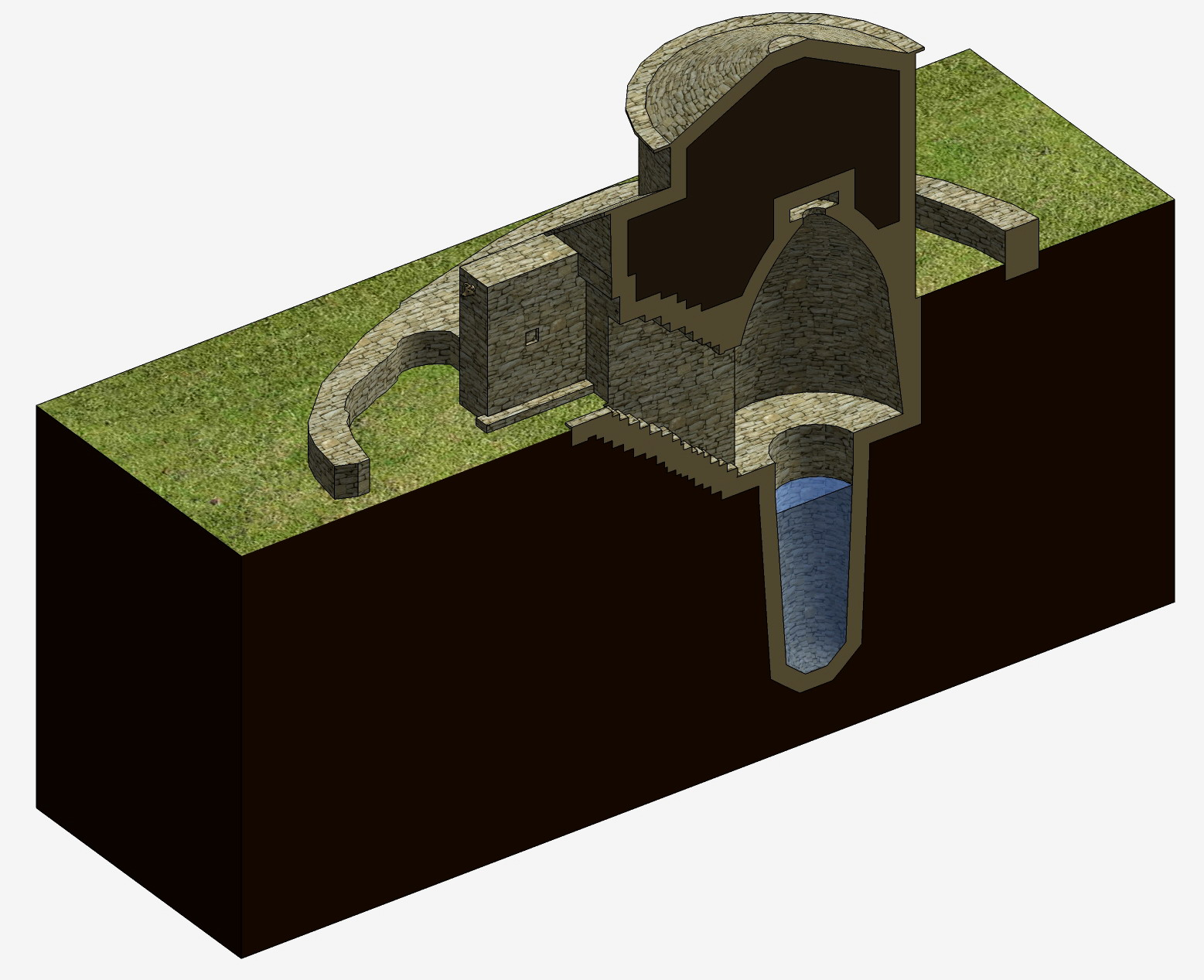
Sezione del pozzo di Funtana Coberta

## La similitudini con il pozzo sacro di Gărlo
In Bulgaria, quella che fu l'antica Tracia, nei pressi del villaggio di Gărlo, situato a circa 50 km ad ovest di Sofia (l'antica Serdica) nell'area del fiume Strimone, sulle pendici settentrionali di un'altura la cui vetta è circondata da un massiccio roccioso, nel 1981 l'archeologa Dimitrina Džonova portò alla luce il pozzo sacro di Gărlo, la cui architettura e dimensioni si rivelarono poi sorprendentemente simili a quelli di Funtana Coberta. Le due strutture, infatti, differiscono solo di alcuni centimetri.
Riguardo al pozzo bulgaro è disponibile un unico studio pubblicato nel 1983 dall'archeologa bulgara Dimitrina Mitova Djonova e ripreso nel 2003 in un articolo dall'ingegnere cagliaritano Massimo Rassu.